# Anapurus
Anapurus is een gemeente in de Braziliaanse deelstaat Maranhão. De gemeente telt 13.257 inwoners (schatting 2009).